# Vụ ám sát Qasem Soleimani
Vào ngày 3 tháng 1 năm 2020, giữa lúc căng thẳng gia tăng giữa Hoa Kỳ và Iran, Hoa Kỳ đã thực hiện một cuộc tấn công bằng máy bay không người lái nhằm vào một đoàn xe gần sân bay quốc tế Baghdad đang chở một số hành khách, trong đó có chỉ huy Quds Force thuộc Vệ binh Cách mạng Hồi giáo Iran (IRGC) thiếu tướng Qasem Soleimani cùng chỉ huy Lực lượng Huy động Nhân dân (PMF/PMU) của Iraq Abu Mahdi al-Muhandis, bốn sĩ quan cao cấp của Iran và bốn sĩ quan Iraq.
Vụ tấn công xảy ra sau khi Mỹ rút khỏi thỏa thuận hạt nhân năm 2015 với Iran và xảy ra khủng hoảng Vịnh Ba Tư 2019. Trong tuần trước vụ tấn công, một căn cứ không quân ở Iraq đã bị tấn công, giết chết một nhà thầu Mỹ. Mỹ đã đáp trả bằng cách giết 25 dân quân Kata'ib Hezbollah do Iran hậu thuẫn bằng một cuộc ném bom. Vài ngày sau, đại sứ quán Mỹ ở Iraq đã bị tấn công trả thù. Mỹ cho rằng Iran và các đồng minh phi nhà nước của Iran gây ra những sự cố này.
Cuộc tấn công bằng máy bay không người lái tiếp theo này đã làm gia tăng căng thẳng giữa Mỹ và Iran. Các nhà lãnh đạo Iran tuyên bố sẽ trả thù Mỹ trong khi các quan chức Mỹ tuyên bố họ sẽ tấn công phủ đầu bất kỳ nhóm bán quân sự nào được Iran hậu thuẫn ở Iraq mà họ cho là mối đe dọa.
Đại diện từ Canada, Trung Quốc, Pháp, Đức, Ấn Độ, Pakistan, Nga và Vương quốc Anh kêu gọi kiềm chế.

## Bối cảnh
Hoa Kỳ đã can thiệp vào Iraq vào năm 2014 như một phần của Chiến dịch Kế thừa Nghị quyết (OIR), sứ mệnh do Hoa Kỳ lãnh đạo để làm suy yếu và chống lại Nhà nước Hồi giáo Iraq và Levant (ISIL), quân Mỹ đã được huấn luyện và hoạt động cùng với Lực lượng Iraq trong liên quân chống ISIL. ISIL đã phản công trở lại từ Iraq vào năm 2017 trong thời gian nội chiến Iraq, với sự giúp đỡ từ Iran cho những người Hồi giáo Shia trong lực lượng Lực lượng Huy động Nhân dân (PMF), chống lại Thủ tướng Iraq (kể từ năm 2016) và lực lượng Iraq được Mỹ hậu thuẫn.
Căng thẳng gia tăng giữa Iran và Hoa Kỳ vào năm 2018 khi Tổng thống Hoa Kỳ là Donald Trump đơn phương rút khỏi thỏa thuận hạt nhân năm 2015 và áp dụng các biện pháp trừng phạt đối với Iran, "dẫn đến sự suy thoái nghiêm trọng nền kinh tế Iran". Trong cuộc khủng hoảng Vịnh Ba Tư năm 2019 nối tiếp sau đó, các cuộc tấn công nhắm vào một số tàu chở dầu đã được các cường quốc phương Tây coi là một trong những phản ứng của Iran đối với các lệnh trừng phạt, mặc dù Iran từ chối chịu trách nhiệm. Vào tháng 9 năm 2019, các mỏ dầu của Ả Rập Xê Út đã bị máy bay không người lái tấn công. Ả Rập Xê Út và Mỹ đổ lỗi cho Iran mặc dù Iran phủ nhận trách nhiệm.

### Các mối đe dọa nhắm vào Soleimani trước đây
Cả hai Tổng thống George W. Bush và Barack Obama đều cân nhắc và từ chối mục tiêu giết Qasem Soleimani, vì sợ rằng điều này sẽ khiến xung đột leo thang thành một cuộc chiến tranh toàn diện. Không giống như Osama bin Laden và Abu Bakr al-Baghdadi, Soleimani cảm thấy thoải mái khi hoạt động bên ngoài và không khó tìm. Sĩ quan CIA đã nghỉ hưu Marc Polymeropoulos nói với tờ The New York Times rằng Soleimani thường tự chụp ảnh và công khai chế giễu lực lượng Hoa Kỳ.
Vào tháng 9 năm 2015, trong chiến dịch tranh cử tổng thống của Trump, người dẫn chương trình Radio Hugh Hewitt đã hỏi Trump về Soleimani. Hugh ban đầu nhầm lẫn Soleimani với một nhà lãnh đạo người Kurd, Trump lập luận rằng các nhà lãnh đạo như Soleimani sẽ chết dưới chính quyền của ông ta.
Tờ báo Kuwaiti Al-Jarida đưa tin vào năm 2015, Israel đã từng "đứng trước cơ hội" ám sát Soleimani trên đất Syria, tuy nhiên Hoa Kỳ dưới thời chính quyền Obama đang trong thời gian đàm phán Kế hoạch hành động toàn diện chung đang diễn ra, đã ngăn cản hoạt động bằng cách tiết lộ nó cho các quan chức Iran.
Bộ trưởng Ngoại giao Israel là Israel Katz, phát biểu với Ynet vào ngày 25 tháng 8 năm 2019 rằng "Israel đang hành động để đánh vào đầu con rắn Iran và nhổ răng nó... Iran là đầu của con rắn và Qassem Soleimani, chỉ huy của Lực lượng Quds Vệ binh Cách mạng Hồi giáo, là răng của con rắn."
Vào tháng 10 năm 2019, người đứng đầu Tổ chức Tình báo của Lực lượng Vệ binh Cách mạng Hồi giáo Hossein Taeb, nói với báo chí rằng cơ quan của ông đã bắt giữ nhiều người đang thực hiện âm mưu của các cơ quan Israel và Ả Rập để ám sát Soleimani. Ông nói rằng họ đã lên kế hoạch "mua một tài sản liền kề với mộ người cha của Soleimani và giấu chất nổ để giết chết chỉ huy này". Yossi Cohen, giám đốc Mossad (cơ quan tình báo nước ngoài của Israel) cho biết vào ngày 11 tháng 10 năm 2019 trong một hồ sơ cho Mishpacha: "Soleimani biết rằng vụ ám sát ông ta không phải là không thể."

## Mở màn
Vào ngày 27 tháng 12 năm 2019, căn cứ không quân K-1 ở tỉnh Kirkuk, Iraq, một trong nhiều căn cứ quân sự của Iraq, nơi tổ chức các nhân viên liên minh Chiến dịch Kế thừa Nghị quyết đã bị hơn 30 tên lửa tấn công, giết chết một nhà thầu dân sự Hoa Kỳ, làm bị thương bốn nhân sự Hoa Kỳ khác và hai nhân viên lực lượng an ninh Iraq. Hoa Kỳ đổ lỗi cho lực lượng dân quân Kata'ib Hezbollah do Iran hậu thuẫn cho vụ tấn công này.
Một quan chức cấp cao của Hoa Kỳ cho biết đã có một "chiến dịch" gồm 11 cuộc tấn công vào các căn cứ tổ chức nhân sự OIR của Iraq trong hai tháng trước ngày 27 tháng 12, trong đó nhiều vụ mà Hoa Kỳ chỉ đích danh do Kata'ib Hezbollah gây ra.
Vào ngày 29 tháng 12 năm 2019, quân đội Hoa Kỳ không kích trụ sở của Kata'ib Hezbollah giết chết 25 lính dân quân. và làm bị thương 55 dân quân khác.
Vào ngày 31 Tháng 12 năm 2019, sau một tang lễ các dân quân Hezbollah Kata'ib một đám đông giận dữ gồm hàng chục dân quân Shiite Iraq và những người ủng hộ họ diễu hành qua các vành đai được bảo vệ nghiêm ngặt ở Vùng Xanh Baghdad và vành đai bao quanh đại sứ quán Hoa Kỳ. Theo Associated Press, Lực lượng an ninh Iraq đã không ngăn chặn đám đông và cho phép họ vượt qua một trạm kiểm soát an ninh. Hàng chục người biểu tình sau đó đã đập phá một cánh cửa chính của trạm kiểm soát, phóng hỏa khu vực tiếp tân, giương cờ dân quân của Lực lượng Huy động Nhân dân, cùng áp phích chống Mỹ và phun thuốc màu vẽ bậy.
Tổng thống Hoa Kỳ Donald Trump cáo buộc Iran "dàn xếp" cuộc tấn công vào đại sứ quán và nói rằng họ sẽ phải chịu trách nhiệm hoàn toàn. Bộ Ngoại giao Iran phủ nhận họ đứng sau các cuộc biểu tình tại Đại sứ quán Mỹ và cảnh báo chống lại bất kỳ sự trả thù nào. Lãnh đạo tối cao của Iran Ali Khamenei đã đăng trên mạng xã hội "Nếu Iran muốn chiến tranh với một quốc gia, họ sẽ tấn công trực tiếp". Eric Trump đã đăng một mẩu tin gợi ý báo trước các cuộc tấn công ngày 2 tháng 1, sau đó nhanh chóng xóa nó.

### Tổng thống Trump chỉ đạo
Theo một quan chức cấp cao giấu tên của Mỹ, sau vụ đánh bom lực lượng Kata'ib Hezbollah vào cuối tháng 12 năm 2019, một cuộc họp an ninh ngắn đã được triệu tập tại khu nghỉ mát Mar-a-Lago của Tổng thống Mỹ Donald Trump, nơi Trump và các cố vấn của ông gồm Ngoại trưởng Mike Pompeo, Bộ trưởng Quốc phòng Mark Esper và Tướng Mark Milley cùng thảo luận về cách đáp trả của Iran về cáo buộc tài trợ cho các cuộc tấn công chống Mỹ ở Iraq. Theo đó việc giết tướng Iran Qasem Soleimani, người mà các quan chức Mỹ coi là kẻ hỗ trợ các cuộc tấn công vào nhân viên Mỹ ở Iraq, đã được liệt kê là một trong nhiều lựa chọn trong một cuộc họp ngắn cho Mỹ trả đũa. Trump đã chọn phương án nhắm vào Soleimani, theo lời kể của những người trong cuộc họp họ đã rất ngạc nhiên. Lệnh của tổng thống đã khiến CIA và các cơ quan tình báo khác của Hoa Kỳ theo dõi nơi ở của Soleimani trong nhiều năm, cuối cùng giúp xác định vị trí của ông ta trên chuyến bay từ Damascus đến Baghdad nhằm tổ chức các cuộc họp với các quan chức Iraq. Tình báo Hoa Kỳ kết luận rằng ông ta đang ở giai đoạn cuối của âm mưu tấn công "lớn" vào Mỹ ở Iraq, một quan chức nói rằng "có sự đồng thuận trong nội các an ninh quốc gia của tổng thống, rằng không làm gì là không thể chấp nhận được".
Theo tờ Washington Post, Trump có khả năng bị kích động trong việc lựa chọn giết Soleimani chỉ đơn giản là vì mong muốn có thể hình thành quyết định trong cuộc khủng hoảng vùng Vịnh Ba Tư đang diễn ra, quyết định của ông là không kích Iran vào mùa hè 2019 sau vụ quân Mỹ bất lực khi máy bay không người lái của Iran tấn công, đã dẫn đến bao phủ truyền thông tiêu cực đối với quân Mỹ. Các nhà lập pháp và các trợ lý đã nói chuyện với ông trên tờ Post, tổng thống đã có cuộc tấn công năm 2012 vào các cơ sở của Hoa Kỳ tại Benghazi, Libya, trong tâm trí của ông.
Theo tờ New York Times, Trump ban đầu từ chối lựa chọn mục tiêu nhắm vào Soleimani vào ngày 28 tháng 12 năm 2019 nhưng cuối cùng đã đưa ra quyết định sau khi ông tức giận bởi các bản tin truyền hình của Đại sứ quán Mỹ ở Baghdad đưa tin họ bị tấn công bởi những người biểu tình do Iran hậu thuẫn, xảy ra vào ngày 31 tháng 12. Đến cuối ngày 2 tháng 1 năm 2020, Trump đã ra quyết định lựa chọn phương án cực đoan nhất mà các cố vấn của ông đã cung cấp cho ông. Tờ Times đưa tin các quan chức giấu tên của Mỹ tuyên bố rằng thông tin tình báo liên quan đến âm mưu Soleimani chống lại Mỹ là "mỏng" và rằng Ayatollah đã không chấp thuận bất kỳ yêu cầu nào của Soleimani để thực hiện. Được biết, Ngoại trưởng Hoa Kỳ Mike Pompeo và Phó Tổng thống Mike Pence là những tiếng nói diều hâu nhất ủng hộ trả đũa Iran.

## Cuộc tấn công

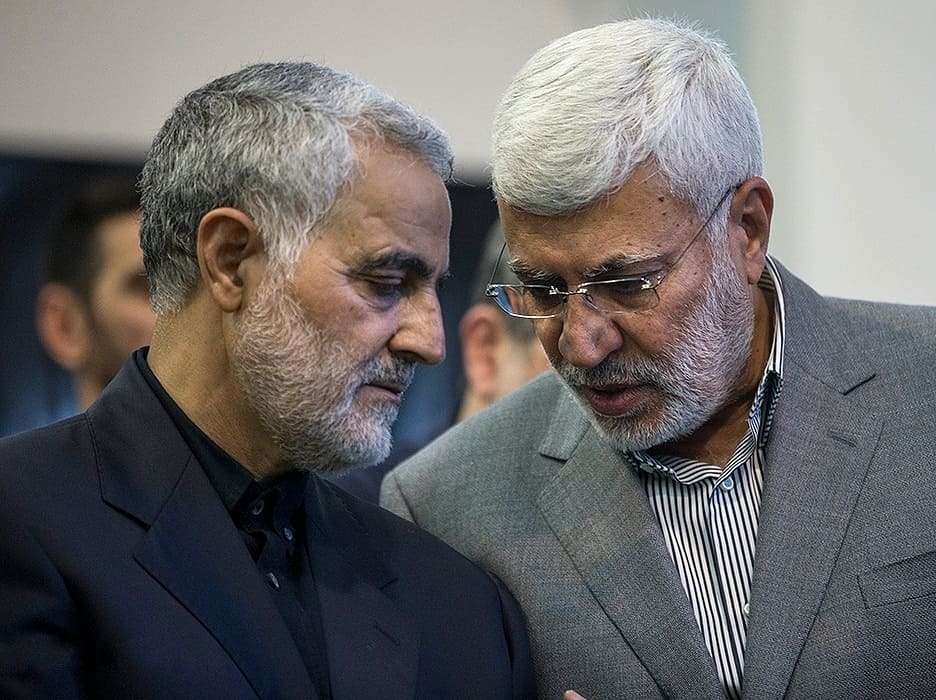
Qasem Soleimani (trái) và Abu Mahdi al-Muhandis (phải) nằm trong số những người thiệt mạng

Vào đầu ngày 3 tháng 1 năm 2020, đoàn xe của Qasem Soleimani bắt đầu đến Sân bay Quốc tế Baghdad, khi đó một máy bay không người lái MQ-9 Reaper của Mỹ và các máy bay quân sự khác bay lảng vảng trong khu vực. Soleimani và các nhân vật bán quân sự thân Iran khác của Iraq, bao gồm Abu Mahdi al-Muhandis, đã vào hai chiếc xe và khởi hành về phía trung tâm thành phố Baghdad. Vào khoảng 1 giờ sáng giờ địa phương, máy bay không người lái đã phóng một số tên lửa, tấn công đoàn xe trên đường chạy vào sân bay, làm nổ hai chiếc xe trong ngọn lửa dữ dội giết chết 10 người.
Khi tin tức về sự kiện này đăng tải, Bộ Quốc phòng Hoa Kỳ tuyên bố cuộc tấn công được thực hiện "theo chỉ đạo của tổng thống" và nhằm ngăn chặn các cuộc tấn công trong tương lai. Tổng thống Trump khẳng định rằng Soleimani đã lên các kế hoạch tấn công vào các nhà ngoại giao và quân nhân Mỹ bao gồm phê chuẩn các cuộc tấn công vào đại sứ quán Mỹ ở Baghdad.

### Nạn nhân
Xác của Soleimani được xác định qua chiếc nhẫn ông đeo trên ngón tay. Kết quả DNA để xác định danh tính của các nạn nhân vẫn đang xử lý, tuy nhiên một quan chức cấp cao của Lầu Năm Góc tuyên bố rằng "xác suất cao" đó là Soleimani. Người phát ngôn của PMU Ahmed Al Asadi xác nhận cả hai cái chết của họ cho Reuters.
IRGC tuyên bố tổng cộng 10 người đã bị giết. Cùng với Soleimani, bốn sĩ quan IRGC cũng bị giết: Chuẩn tướng Hossein Pourjafari, Đại tá Shahroud Mozafarinia, Thiếu tá Hadi Taremi và Đại úy Vahid Zamanian. Năm người thương vong còn lại là các thành viên của Lực lượng Huy động Nhân dân tại Iraq: phó thủ lĩnh Abu Mahdi al-Muhandis, trưởng giao thiệp và quan hệ công chúng Muhammed Reza al-Jaberi, Mohammad al-Shibani, Hassan Abdul Hadi và Heydar Ali.